# Produktinformationsmanagement
Unter Produktinformationsmanagement (auch PIM oder engl. product information management) versteht man die Bereitstellung von Produktinformationen für den Einsatz in verschiedenen Ausgabemedien beziehungsweise Vertriebskanälen sowie für unterschiedliche Standorte. Voraussetzung dafür ist die medienneutrale Verwaltung, Pflege und Modifikation der Produktinformationen in einem zentralen System, um jeden Kanal ohne großen Ressourcenaufwand mit konsistenten akkuraten Informationen beliefern zu können.
Der Bedarf für Produktinformationsmanagement entsteht durch die derzeit gängige Praxis der Datenhaltung und -verwertung: Informationen liegen in einem Unternehmen häufig nicht zentral gebündelt vor, sondern verstreut bei Mitarbeitern und in Abteilungen – etwa in der Entwicklungsabteilung, im Warenwirtschaftssystem oder im Vertrieb. Dabei werden Daten in unterschiedlichen Formaten abgespeichert oder sind nur als Druckversion verfügbar. Diese Informationen werden in verschiedenen Umgebungen und Kontexten verwendet – etwa im Verkaufskatalog für eine detaillierte Produktbeschreibung mit Preisangabe oder in der Logistikabteilung für Angaben zu Größe und Gewicht zur Frachtkostenberechnung. PIM stellt hier einen Lösungsansatz zur zentralen, medienneutralen Datenhaltung dar, um einkaufs-, produktions- und kommunikationsrelevante Daten für die Mehrfachnutzung über mehrere IT-Systeme, Sprachen, Ausgabemedien und Publikationen hinweg bereitzustellen. Es bietet zudem Lösungen zur effizienten Datenübernahme, -verwaltung, -anreicherung und -ausgabe.
Damit das PIM-System zur Zentrale für alle Produktdaten wird, braucht es Zugriff auf die vorhandenen Datenbanksysteme. Das erfolgt über Schnittstellen, sogenannte APIs. Über diese werden die Eingangssysteme wie ERP, CRM, CMS und SQL an das PIM-System angebunden. Zudem werden über die Schnittstellen der Zugriff auf Bild-, Video- und Dokumenten-Dateien sowie manuelle Eingaben verwaltet.
Ist das PIM-System implementiert, übernimmt es eine Reihe von Aufgaben:
- Datenpflege
- Sicherung und Steigerung der Datenqualität
- Übersetzungsmanagement für internationale Kanäle
- Steuerung der Ausgabe für verschiedene Kanäle[1]

## Synonyme und verwandte Begriffe
Der Begriff und das Akronym PIM sind erst seit etwa dem Jahr 2003 gebräuchlich, so dass eine Vielzahl an Begriffen besteht, die ähnlich oder synonym verwendet werden, aber häufig aus bestimmten Branchen stammen und einen anderen Schwerpunkt besitzen. Dazu zählen unter anderem:
- PDM – Produktdatenmanagement / Product Data Management ist aus dem Begriff Engineering Data Management (EDM) entstanden und beschreibt Systeme für die zweckmäßige Verwaltung von entwicklungsrelevanten Produktdaten und die Koordinierung von Abläufen, die sich auf die Produktfertigung beziehen. Der Begriff wird vor allem im Umfeld von cAD (CAD) verwendet.
- PRM – Product Resource Management wird vereinzelt von Softwareanbietern synonym zu PIM verwendet, ebenso wie Product Content Management (PCM) – vor allem in England und Frankreich.
- Product Lifecycle Management (PLM) ist weniger eine Informationstechnologie als ein Managementansatz, um Produktlebenszyklen mit Hilfe der Sammlung und Analyse der im Laufe der Zeit entstehenden Produktdaten zu optimieren.
- Media Asset Management (MAM) beschreibt die Verwaltung von multimedialen, unstrukturierten Objekten wie Bildern, Grafiken oder Präsentationen sowie Metainformationen, d. h. Daten über Daten. Der Begriff findet sich vor allem in der Medienindustrie. Der Begriff ist nicht PIM-spezifisch.
- Cross Media Publishing (CMP) stammt aus der Druck- und Werbeindustrie und beschreibt die Verbreitung derselben Inhalte über verschiedene, einander ergänzende Medienkanäle. Zudem versteht man darunter die medienübergreifende Mehrfachnutzung von Einzelbausteinen wie Texten, Bildern oder Grafiken. Der Begriff ist nicht PIM-spezifisch.
- PXM – Product Experience Management ist ein relativ neuer Begriff, der den Fokus auf die Kundenerfahrung legt. Dabei werden dann nicht nur Produktdaten, sondern auch marketingtechnische Aspekte miteinbezogen, zum Beispiel individuelle Produktbeschreibungen je nach Zielgruppe.[2]
- MDM – Zentrale Stammdatenverwaltung / Master Data Management wird üblicherweise als übergeordnete Funktion von Product Information Management angesehen. Master Data Management umfasst die Synchronisation, Harmonisierung und Pflege aller Stammdaten im Unternehmen. Debitoren-, Kreditoren- und Mitarbeiterdaten werden also ebenso betrachtet wie die Produktstammdaten.
- Direct Publishing bezieht sich auf die automatisierte Erstellung von Dokumentationen wie z. B. Handbüchern, Bedienungsanleitungen, Ersatzteilkatalogen oder Produktinformationen. Die Daten für dieses Verfahren können auch an verteilten Standorten liegen.[3]

## Verhältnis zu Enterprise-Content-Management
Enterprise-Content-Management umschließt Technologien, Methoden und Tools für die Erfassung, Verwaltung, Speicherung, Archivierung und Bereitstellung von elektronischen Inhalten zur Unterstützung von organisatorischen Prozessen. Aus der Sicht eines Produktinformationssystems betrachtet, kann man hier vier Bereiche ausmachen:
- Dokumentenmanagementsysteme (DMS) sind für die Verwaltung von eher kaufmännischen Dokumenten mit anschließender Archivierung zuständig.
- Produktdatenmanagementsysteme (PDM-System) haben die Aufgabe, Ergebnisse der Produktentwicklung in definierenden, repräsentierenden, präsentierenden Daten und Dokumenten zu speichern, zu verwalten und in späteren Phasen des Produktlebenszyklus zur Verfügung zu stellen. Als Teil des betrieblichen Informations- und Koordinationssystems enthält es Methoden und Regeln des Produktdatenmanagements und Schnittstellen zu CAx-Software, ERP-Software, Workflow-Managements und Dokumentenmanagementsysteme.
- Content-Management-Systeme (CMS) sind Systeme, die im Rahmen des Marketings oder der Eigenpräsentation Informationen und Inhalte für mediale Vermarktungsmedien zur Verfügung stellen. Am bekanntesten sind dabei Content-Management-Systeme im Rahmen von Webauftritten. Dabei wird die Seite in Design und Content getrennt. Während das Design eine längere Zeit nicht geändert wird und bestimmten Richtlinien, wie der Corporate Identity, unterliegen und dadurch als statisch betrachtet werden, sind die Inhalte (Content) einem ständigen Wechsel ausgesetzt.
- Produktinformationsmanagementsysteme (PIM-Systeme) selbst kommen schließlich für die Verwaltung von strukturierten Daten im kaufmännischen Umfeld zum Einsatz, um alle erdenklichen Vertriebskanäle zu speisen – vom elektronischen Katalog über den Onlineshop bis zum Printkatalog. Sie nutzen hierzu teilweise Komponenten des Output Managements, des Web Content Managements und des Enterprise Content Managements als Dienste.

## Technologische Basis des Product Information Managements (PIM)
Ein PIM-System konsolidiert alle Produktinformationen auf einer Plattform. Üblicherweise liegt der Fokus dabei auf vertrieblich und marketingseitig genutzten Informationen, da die klassischen Daten (Artikelnummern, Kurzbezeichnungen, kaufmännische Merkmale, Logistikdaten, Produktionsinformationen) meist im Warenwirtschaftssystem (ERP) abgedeckt sind. Für die IT-Infrastruktur eines Unternehmens bedeutet das, dass auf einem relationalen Datenbanksystem mit einem Applikationsserver eine PIM-Plattform als Herzstück aufsetzt („3-Tier“). Auf dieser Basis können dann Geschäftsprozesse aus Vertrieb und Beschaffung aufgebaut werden. Die PIM-Lösung steuert über ein Administrations-Interface die Zugriffs- und Nutzerrechte für alle Informationen in der Datenbank, das Bestellprozessmanagement in Verbindung mit Warenwirtschaftssystemen wie etwa SAP und vor allem die Mechanismen für die modularen Erweiterungen. Diese Bausteine decken jeweils einen Kanal ab und sind beliebig kombinierbar – je nachdem, welche Vertriebswege für ein Unternehmen lukrativ erscheinen. So ist es beispielsweise nur sinnvoll, einen Konfigurator zu betreiben, wenn es eine große Zahl von Varianten von einem Produkt gibt – ebenso bringt es wenig, für komplizierte Produkte mit hohem Beratungsaufwand einen Webshop einzurichten. Zu den klassischen Ergänzungen gehören Kataloglösungen, E-Procurement-Applikationen, E-Commerce-Systeme und branchenspezifische E-Business-Funktionen.

## Gängige Anwendungsbereiche von PIM

### Basis für elektronische Kataloge
Elektronische Kataloge sind die Grundlage für die Nutzung von Beschaffungssystemen oder -plattformen wie Onlinemarktplätzen. Ein PIM-System kann beschreibende Informationen zu einem Produkt zur Gestaltung in eine Katalogmanagementlösung laden. Dort lassen sich Produkte für auf Zielgruppen abgestimmte Sortimente gruppieren und verwalten. Austauschstandards (z. B. BMEcat) und Klassifizierungssysteme wie eCl@ss ermöglichen es, die elektronischen Kataloge nahtlos zwischen den Lieferanten auf der einen Seite und den einkaufenden Unternehmen und Marktplatzbetreibern auf der anderen Seite auszutauschen. Eng damit verzahnt sind Procurement-Lösungen: Sie automatisieren die Beschaffungsprozesse für den Einkauf von Waren und Dienstleistungen. Als Plattform für die zentrale Verwaltung von Multi-Supplier-Katalogen schaffen sie Transparenz unter den Produktdaten mehrerer Lieferanten und helfen bei der Suche nach dem günstigsten Preis-Leistungs-Verhältnis.

### Basis für die Content-Bereitstellung für Websites / Webshops
Die zentrale Datenverwaltung bietet sich besonders für die Website eines Unternehmens an: Dokumente, Content- und Medienobjekte wie Produktbilder können mit anderen Geschäftsobjekten wie zum Beispiel einem Kunden oder einem Produkt verknüpft werden. Die Abwicklung des Bestellprozesses wird von einer E-Commerce-Komponente gesteuert, die auch für die Online-Präsentation der dynamischen Inhalte zuständig ist. Um tatsächlich Kosten zu sparen, muss sich die Lösung nahtlos in Warenwirtschaft und Logistiksysteme integrieren lassen.

### Basis für Sortimentsstrategien im Handel
Die Entwicklungen im sogenannten Long Tail motivieren Onlinehändler dazu, ihre Angebotssortimente deutlich zu vergrößern. Im stationären Handel muss das Angebot aufgrund der begrenzten Verkaufsflächen eng an der Nachfrage orientiert aufgebaut werden. Man achtet dabei also vor allem auf die Nachfrage der Masse, während alles, was nicht profitabel genug ist, häufig außen vor bleiben muss. Im Onlinehandel gelten diese Restriktionen weniger. Im Zusammenspiel mit Product Information Management kann die Einbindung von Vorlieferanten und die nachfolgende Produktdatenpflege so optimiert werden, dass auch sehr große Sortimente verarbeitet werden können.

### Basis für die Reduktion von Schattensortimenten im Handel
Um den vielfältigen Wünschen ihrer Kunden zu entsprechen, bestellen viele Handelsunternehmen bei ihren Zulieferern Artikel, die nicht im Standardsortiment – und damit im ERP – enthalten sind. Dazu werden die gedruckten und elektronischen Lieferantenkataloge mühsam nach den gewünschten Produkten durchkämmt. Hinzu kommt der immense Aufwand, der mit einer manuellen Artikelneuanlage in einem ERP-System wie SAP verbunden ist. Mit Hilfe von Produktinformationsmanagement können sämtliche Lieferantensortimente in einem zentralen Katalogsystem zusammengeführt werden. Hier ermöglicht der Einsatz einer Suchmaschine die lieferanten- und sortimentsübergreifende Suche nach dem gewünschten Produkt und die Auswahl des besten Angebots. Zur Bestellabwicklung werden die Produktdaten mitsamt den Lieferantenkonditionen dann über eine Schnittstelle ins ERP eingespeist.

### Basis für Produktkataloge
Schließlich können die Informationen aus der zentralen Datenhaltung auch für Printkataloge, digitale Kataloge und für die Website herangezogen werden. Die Publishing-Komponente einer E-Business-Lösung greift auf die gemeinsame Datenhaltung zu und ermöglicht es, die Inhalte für den Katalog medienneutral abzulegen und zu verwalten. Hierbei ist zu beachten, dass im Markt vermehrt Lösungen existieren, die weit über ein klassisches Database-to-Print-Szenario hinausgehen.

### Basis für Produktdokumentationen
Liegen ausreichend produktbeschreibende Informationen vor (2D-Darstellungen, Bilder, beschreibende Texte für Montage, Instandhaltung und Nutzung u. a.), so können daraus Montage- und Bedienungsanleitungen, Ersatzteilkataloge, Wartungsvorschriften automatisch generiert werden. Ein Redaktionssystem für die Erstellung der beschreibenden Texte kann immer nur die Komponenten eines Produkts beschreiben, welche vom Unternehmen selbst gefertigt werden. Für Zuliefer-Komponenten müssen die Dokumentationen der Zulieferer ebenfalls in die Gesamtdokumentation Einzug finden. Das zentrale PIM gibt auch die Struktur und Navigationsmöglichkeiten in der zu erzeugenden Gesamtdokumentation vor.

## Der Markt für PIM-Lösungen
Prädestiniert für den Einsatz von PIM-Lösungen sind mittlere und große Unternehmen in den Branchen Handel, Konsumgüter und produzierende Gewerbe. Treiber für den Einsatz einer PIM-Lösung sind unter anderem:
- umfangreicher Bestand an Produkten
- häufige Änderungen von Produktmerkmalen
- heterogene IT-Infrastruktur (z. B. bedingt durch anorganisches Unternehmenswachstum)
- erfolgreiches Onlinegeschäft
- Druck von Kundenseite hin zur Unterstützung elektronischer Beschaffungsprozesse

Strategisch wird PIM eine Notwendigkeit, wenn Großkunden die Unterstützung neuer Datenaustauschstandards (wie z. B. Global Data Synchronization Network) forcieren oder eine internationale Expansionsstrategie angestrebt wird. Hier kommt der effektiven Konsolidierung von Produktinformationen und Umstellung von darauf aufbauenden Prozessen eine entscheidende Rolle für den Erfolg der Geschäftsstrategie zu. So ist beispielsweise ein Katalogversender, der in fünf weitere Länder expandieren möchte, ohne eine Umstellung seiner Produktionsprozesse für Kataloge oft gar nicht in der Lage, diese Strategie umzusetzen.

## Kosten
Die Kosten für die Implementierung individueller PIM-Lösungen werden mit mindestens 150.000 € zzgl. Lizenzgebühren und Wartung beziffert. Darüber hinaus gibt es Anbieter von Standardsystemen. Ein Standardsystem erfordert keine individuelle Programmierung.